# شق فموي

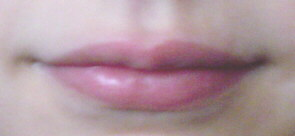
الفم

الشق الفموي أو مشق الفم (بالإنجليزية: oral fissure أو rima oris) هو شق أفقي يظهر عندما عندما تكون الشفتان العلوية والسفلية منطبقتان على بعضهما. يتحول هذا الشق لفوهة عند إبعاد الشفتين عن بعضهما ويصبح جوف الفم متصلاً مع الوسط الخارجي. يلعب شكل الشق الفموي دوراً هاماً في التعبير الوجهي كما في حال الابتسام أو إظهار الحزن.